# Ветошкіно (Гагинський район)
Ветошкіно (рос. Ветошкино) — село в Гагинському районі Нижньогородської області Російської Федерації.
Населення становить 587 осіб. Входить до складу муніципального утворення Ветошкинська сільрада.

## Історія
Від 2009 року входить до складу муніципального утворення Ветошкинська сільрада.

## Населення
| 2002 | 2010 |
| ---- | ---- |
| 665  | ↘587 |